# 羅宗蓬
罗宗蓬（Ro Cham H'pnhieng，Rochom P'ngieng，也译作罗查凤、羅佔朋）（1981年~）是一名8岁时在越南和柬埔寨边界的丛林中走失，在野外生活了18年后于2007年1月在柬埔寨被发现的一名越南女子。关于她的报道一时成为全世界各报纸的头条。
1981年，罗宗蓬出生在越南和柬埔寨边界附近的一个村子里。父亲罗萨尔(Ksor Lu long)，母亲Rocham Soy（亦有报道为Ro Cham H'Thia），她是家中的老大，下面还有6个弟弟妹妹。1989年10月的一个早晨（一说4月12日的下午），时年8岁的罗宗蓬和她的妹妹Ro Cham Noeung在越南和柬埔寨边界的热带丛林放牛，晚上却没有回来。他的家人和村民在森林中进行了搜寻却没有结果。后来，她的家人便认为她可能已经被野兽吞噬。 
2007年1月13日，在柬埔寨东北部腊塔纳基里省距金边350公里的奧亞道地區丛林，当地伐木工人发现餐盒中的食物不见，后逮到一个偷吃食物的女野人。女野人浑身赤裸，皮肤黢黑，很瘦，眼睛发出红光，头发长到腿部；走路时半弯着身体，而不是直立行走；不会说话，而是发出动物般的叫声；白天睡觉而晚上清醒。当时，和女子在一起的还有一个持剑的裸体男子，村民追逐两个人，却只抓到女子，男子则逃回树林。
发现女野人的消息很快传到临近村庄，45岁的乡村警察罗萨尔(Ksor Lu long)听说此事后前去查看女野人是否是自己失踪18年的女儿。凭着面部特征和小时候手腕（一说右前臂）上因刀割留下的伤疤，罗萨尔相信女野人就是自己的女儿罗宗蓬，并把她带回越南村庄。
回到的家乡的第一个星期，她拒绝穿衣和洗澡，当别人试图给她穿上衣服时，她会把衣服撕碎。她拒绝用筷子吃饭。她攻击靠近她的人，并数次试图逃回森林。四天后，她开始开始穿衣服，试图理解人类的语言，努力适应人类社会的生活。当地的村民认为她鬼魂附体，为她请和尚念经保佑，并在家中全天守候。
人们并不知道罗宗蓬在失踪的18年里是如何度过的。对于她是谁，她从哪里来，人们有了越来越多的疑问。

## 可能受到虐待
非政府人权组织柬埔寨促进保卫人权协会（Licadho）担心该女子回归社会后正在承受着创伤，以及过去可能遭受过虐待。该女子的胳膊上有可能是由于绳子捆绑导致的伤疤。盖加拉布鲁主席说“我们认为该女子曾经受到某种折磨得，可能是性的或肉体上的。” Licadho把该女子及其家庭来到350公里外的金边并提供路费，并提供治疗期间的住宿费用。在金边，另一个柬埔寨人权组织--柬埔寨人权与发展协会（ADHOC）的潘本那称持续不断的探访者可能会造成该女子的新的压力。该组织也为药物和心理学治疗提供资助。该官员还表示：“她在丛林中一定遭受过创伤事件，导致了她说话能力受到损伤。”

## 身份存疑
许多人开始疑问罗萨尔的故事。他们怀疑，一个来自丛林的女子如何能够拥有这么光滑的手和柔软的脚？此外，他们还怀疑，如果她确实在野外生活多年，为什么她的指甲还能修理整齐，而且头发并没有打结乱成一团？同时，如果她真的是罗萨尔女儿，那么当她出生时，她的妈妈只有12岁，且她的爸爸只有17岁。一位从附近赶来看罗宗蓬的居民Dub Thol说：“我怀疑她是否在19年前失踪。我来到这里看看她是什么模样，她看起来和我们一样正常”。新闻报道称她在6-8岁时失踪，被人为是在1988年或1989年。当地政府正在安排其进行DNA检验以证明是罗萨尔德女儿。